# Chryseida gramma
Chryseida gramma är en stekelart som beskrevs av Burks 1956. Chryseida gramma ingår i släktet Chryseida och familjen kragglanssteklar.
Artens utbredningsområde är Bahamas. Inga underarter finns listade i Catalogue of Life.